# União Leiria
União Desportiva de Leiria (auch UD Leiria, União Leiria oder União de Leiria) ist ein portugiesischer Fußballverein aus der Stadt Leiria in Zentralportugal. Der Verein entstand 1966 aus der Fusion zweier Vereine.
Bei dem Verein spielten Spieler wie Derlei, Hugo Almeida und der ehemalige portugiesische Nationalspieler Nuno Valente. Die bekannteste Persönlichkeit, die bei Leiria Station machte, ist der Trainer José Mourinho, der hier in der Saison 2001/02 das Team leitete, bevor er zum FC Porto wechselte.

## Geschichte
União Leiria entstand 1966 durch eine Fusion der Vereine Sporting Club Leiriense und Colipolense. Im Jahr 1979 gelang der erstmalige Aufstieg in die erste Liga, die Mannschaft verfehlte dort aber knapp den Klassenerhalt und stieg 1980 somit direkt wieder in die Zweitklassigkeit ab. Auf den direkten Wiederaufstieg 1981 erfolgte im Jahr darauf der erneute sofortige Abstieg. Erst im Jahr 1994 gelang dann die Rückkehr in die Erstklassigkeit und mit Platz sechs schaffte der Verein gar die Qualifikation für den sogenannten UEFA Intertoto Cup, einen Sommerwettbewerb, bei dem sich die Sieger für den UEFA-Pokal der Folgesaison qualifizieren konnten. Trotz zweier Siege und zweier Unterschieden in den Gruppenspielen reichte es dort jedoch nur zu Platz zwei hinter dem niederländischen Vertreter SC Heerenveen.
Nach einem siebten Platz in der Saison 1995/96 war im Jahr darauf das dreijährige Intermezzo in der höchsten Spielklasse wieder beendet und es erfolgte 1997 der dritte Abstieg in die zweite Liga. 1998 gelang der direkte Wiederaufstieg und wie schon vier Jahre zuvor schaffte man als Aufsteiger beinahe die Qualifikation für den UEFA-Pokal. In den Folgejahren etablierte sich União Leiria in der ersten Liga und in der Saison 2003/04 qualifizierte sich die Mannschaft dann als Pokalfinalist (0:1 gegen den FC Porto) erstmals für den UEFA-Pokal, da der FC Porto als Meister bereits für die Champions League qualifiziert war und somit nach den damaligen Regularien der unterlegene Pokalfinalist in den UEFA-Pokal nachrücken durfte. Dort überstand der Verein zwar die Qualifikationsrunde gegen den nordirischen Vertreter Coleraine FC, schied dann allerdings im Hauptwettbewerb gegen Molde FK aus Norwegen aus. In der Folgezeit nahm Leiria – meist aufgrund des Verzichts eigentlich besser platzierter Vereine – noch mehrfach am meist nur kurz als UI-Cup bezeichneten UEFA Intertoto Cup teil. Über diesen bei vielen Vereinen aufgrund der Terminierung mitten im Sommer relativ unbeliebten und später gänzlich abgeschafften Wettbewerb gelang dann im Sommer 2007 die Qualifikation für den UEFA-Pokal der Saison 2007/08. Nach einer erfolgreichen Qualifikationsrunde gegen den israelischen Verein Maccabi Netanya schied União dann gegen den Bundesligisten Bayer 04 Leverkusen aus. In derselben Saison wurde der Verein im Rahmen eines Bestechungsskandals aus der Saison 2003/04 mit einem Punktabzug von drei Punkten und einer Geldstrafe von 40.000 Euro belegt und stieg sportlich in die zweite Liga ab. In der Saison 2008/09 folgte aber der direkte Wiederaufstieg in die höchste Spielklasse.
Nach zwei Jahren mit Platzierungen im Mittelfeld der Tabelle geriet der Verein in der Spielzeit 2011/12 in schwere finanzielle Nöte. Am 28. Spieltag der Saison trat der zu diesem Zeitpunkt bereits Tabellenletzte mit nur acht Spielern zur Ligapartie gegen CD Feirense an, welche mit 0:4 verloren ging. 16 Profis hatten kurz zuvor ihre Verträge aufgrund ausbleibender Gehaltszahlungen gekündigt. Zur folgenden Spielzeit wurde União Leiria direkt in die drittklassige Segunda Divisão versetzt.
Insgesamt verbrachte der Verein 18 Spielzeiten in der ersten Liga.

## Namen und Zahlen

### Erfolge
- 1 × portugiesischer Pokalfinalist: 2002/03
- 2 × Teilnahme am UEFA-Pokal: 2003/04, 2007/08
- 2 × Meister der zweiten Liga: 1980/81, 1997/98

### Auswahl ehemaliger Spieler
- Michael Kimmel (1992–1996)
- Kwame Ayew (1995–1996)
- Nii Lamptey (1998–1999)
- Nuno Valente (1999–2002)
- Derlei (1999–2002)
- João Paulo Andrade (1999–2006)
- Hugo Almeida (2002–2003)
- Helton (2002–2005)
- Bartosz Ślusarski (2006–2007)
- Cássio Barbosa (2008–2010)

### Auswahl ehemaliger Trainer
- Félix Mourinho (1981–1982, 1983–1984)
- José Mourinho (2001–2002)
- Domingos Paciência (2006–2007)

## Internationale Spiele
| Saison  | Wettbewerb         | Runde                  | Gegner               | Gesamt | Hin        | Rück          |
| ------- | ------------------ | ---------------------- | -------------------- | ------ | ---------- | ------------- |
| 1995    | UEFA Intertoto Cup | Gruppenphase           | Békéscsabai Előre FC | 2:2    | 2:2 (A)    |               |
| 1995    | UEFA Intertoto Cup | Gruppenphase           | Næstved IF           | 1:1    | 1:1 (H)    |               |
| 1995    | UEFA Intertoto Cup | Gruppenphase           | Ton Pentre AFC       | 3:0    | 3:0 (A)    |               |
| 1995    | UEFA Intertoto Cup | Gruppenphase           | SC Heerenveen        | 1:0    | 1:0 (H)    |               |
| 2002    | UEFA Intertoto Cup | 1. Runde               | FC Levadia Maardu    | 2:4    | 00:3 (H) 1 | 2:1 (A)       |
| 2003/04 | UEFA-Pokal         | Qualifikation          | Coleraine FC         | 6:2    | 1:2 (A)    | 5:0 (H)       |
| 2003/04 | UEFA-Pokal         | 1. Runde               | Molde FK             | 2:3    | 1:0 (H)    | 1:3 (A)       |
| 2004    | UEFA Intertoto Cup | 3. Runde               | Schinnik Jaroslawl   | 6:2    | 4:1 (A)    | 2:1 (H)       |
| 2004    | UEFA Intertoto Cup | Halbfinale             | KRC Genk             | 2:0    | 0:0 (A)    | 2:0 (H)       |
| 2004    | UEFA Intertoto Cup | Finale                 | OSC Lille            | 0:2    | 0:0 (A)    | 0:2 n. V. (H) |
| 2005    | UEFA Intertoto Cup | 3. Runde               | Hamburger SV         | 0:3    | 0:1 (H)    | 0:2 (A)       |
| 2007    | UEFA Intertoto Cup | 3. Runde               | FK Hajduk Kula       | 4:2    | 0:1 (A)    | 4:1 n. V. (H) |
| 2007/08 | UEFA-Pokal         | 2. Qualifikationsrunde | Maccabi Netanja      | 1:0    | 0:0 (H)    | 1:0 (A)       |
| 2007/08 | UEFA-Pokal         | 1. Runde               | Bayer 04 Leverkusen  | 4:5    | 1:3 (A)    | 3:2 (H)       |

Gesamtbilanz: 24 Spiele, 11 Siege, 5 Unentschieden, 8 Niederlagen, 34:26 Tore (Tordifferenz +8)

## Stadien
Das Heimstadion ist das Estádio Dr. Magalhães Pessoa, es fasst rund 24.000 Zuschauer, wurde für die Fußball-Europameisterschaft 2004 neu erbaut und hatte ursprünglich eine Kapazität von 30.000 Plätzen. Das Stadion steht im Süden der Stadt, in der Nähe des Flusses Lis. Nach der EM wurde eine Tribüne abgebaut, wodurch die Kapazität um ca. 5000 Plätze reduziert wurde.
Zur Saison 2011/12 verließ der Verein aufgrund der hohen Mietkosten das Estádio Dr. Magalhães Pessoa und zog in das Estádio Municipal da Marinha Grande im wenige Kilometer westlich gelegenen Marinha Grande. Die dortige Stadionkapazität beträgt 6000 Plätze. In der Folgesaison trug União Leiria seine Heimspiele im Campo da Portela in Santa Catarina da Serra aus, etwa zehn Kilometer südöstlich von Leiria. Später kehrte der Verein dann wieder ins Estádio Dr. Magalhães Pessoa zurück.